# 청도 대비사 영산회상도
청도 대비사 영산회상도(淸道 大悲寺 靈山會上圖)은 대한민국 경상북도 청도군 금천면 대비사에 있는 조선시대의 영산회상도이다. 2017년 12월 26일 대한민국의 보물 제1957호로 지정되었다.

## 개요
청도 대비사 영산회상도는 1686년에 조성된 불화로, 1988년 12월 24일 대비사에서 도난 되었다가 2014년 8월 다시 회수된 작품이다. 부분적으로 박락되었으나 전반적으로 보존상태가 양호한 편이다. 영산회상에 등장시킨 다양한 도상, 본존을 비롯한 권속들의 짜임새 있는 구성, 안정된 화면구도, 단정하고 온화한 안면 묘사, 적․녹색 위주의 조화로운 색채, 장식성이 강한 채운 표현 등을 통해 높은 화격을 갖춘 주불전(대웅전)의 후불탱화라 할 수 있다.
화기(畵記)를 통해 수화승 해웅(海雄)을 비롯해 의균(義均), 호선(顥瑄), 상명비구(尙明比丘) 등 총 4인이 함께 제작했음을 알 수 있다. 이 불화는 17세기 후반 불화의 양식적 특징과 수화승 해웅의 작품양식, 그리고 팔공산 일대에서 활동한 의균 화파로의 전승 과정을 이해하는 데 매우 중요한 불화로 판단된다.

## 참고 자료
- 청도 대비사 영산회상도 - 국가유산청 국가유산포털